# Place du Colonel-Fabien (Paris)
Pour les articles homonymes, voir Place du Colonel-Fabien.
La place du Colonel-Fabien est située à cheval entre le 10e et 19e arrondissement de Paris.

## Situation et accès
La place est située à la rencontre du boulevard de la Villette, de l'avenue Claude-Vellefaux, de l'avenue Mathurin-Moreau, de la rue de la Grange-aux-Belles, de la rue Louis-Blanc, de la rue de Meaux et de la rue Albert-Camus. Elle est surtout connue en raison de la présence du siège du Parti communiste français, conçu par l'architecte brésilien Oscar Niemeyer.
Ce site est desservi par la ligne 2 à la station de métro Colonel Fabien.

## Origine du nom
Cette place rend hommage au colonel Fabien (1919-1944), militant communiste et résistant français. De plus, il est à noter que l'abréviation de cette place forme les initiales de celle du parti fondé au congrès de Tours : « PCF ».

## Historique
Cette place correspond à l'ancienne barrière de Pantin du mur des Fermiers généraux parce que l'on sortait par cette barrière pour aller à Pantin[réf. nécessaire].
Elle prit ensuite le nom de barrière du Combat, en raison des combats d'animaux qui s'y déroulèrent à partir de 1778, lorsque ceux-ci cessèrent d'avoir lieu rue de Sèvres.
Elle a été quelquefois nommée barrière Saint-Louis en raison de la proximité de l'hôpital Saint-Louis.
Lors de la bataille de Paris de 1814, la barrière a été héroïquement défendue par les artilleurs de marine, la Garde nationale et des élèves polytechniciens.
Cette voie des anciennes communes de Belleville et de La Villette est classée dans la voirie parisienne par un décret du 23 mai 1863.
En 1871, la barrière était l'ultime retranchement des insurgés de la Commune de Paris.
Devenue le 12 août 1903 la « place du Combat », elle prend sa dénomination actuelle par un arrêté du 7 juillet 1945.
Le 13 avril 1918, durant la Première Guerre mondiale, un obus lancé par la Grosse Bertha explose « place du Combat ».
Une partie de la place délimitait la ZAC Jemmapes-Grange-aux-Belles.
En 2025-2026, la place est réaménagée (piétonnisation, végétalisation, création de pistes cyclables).

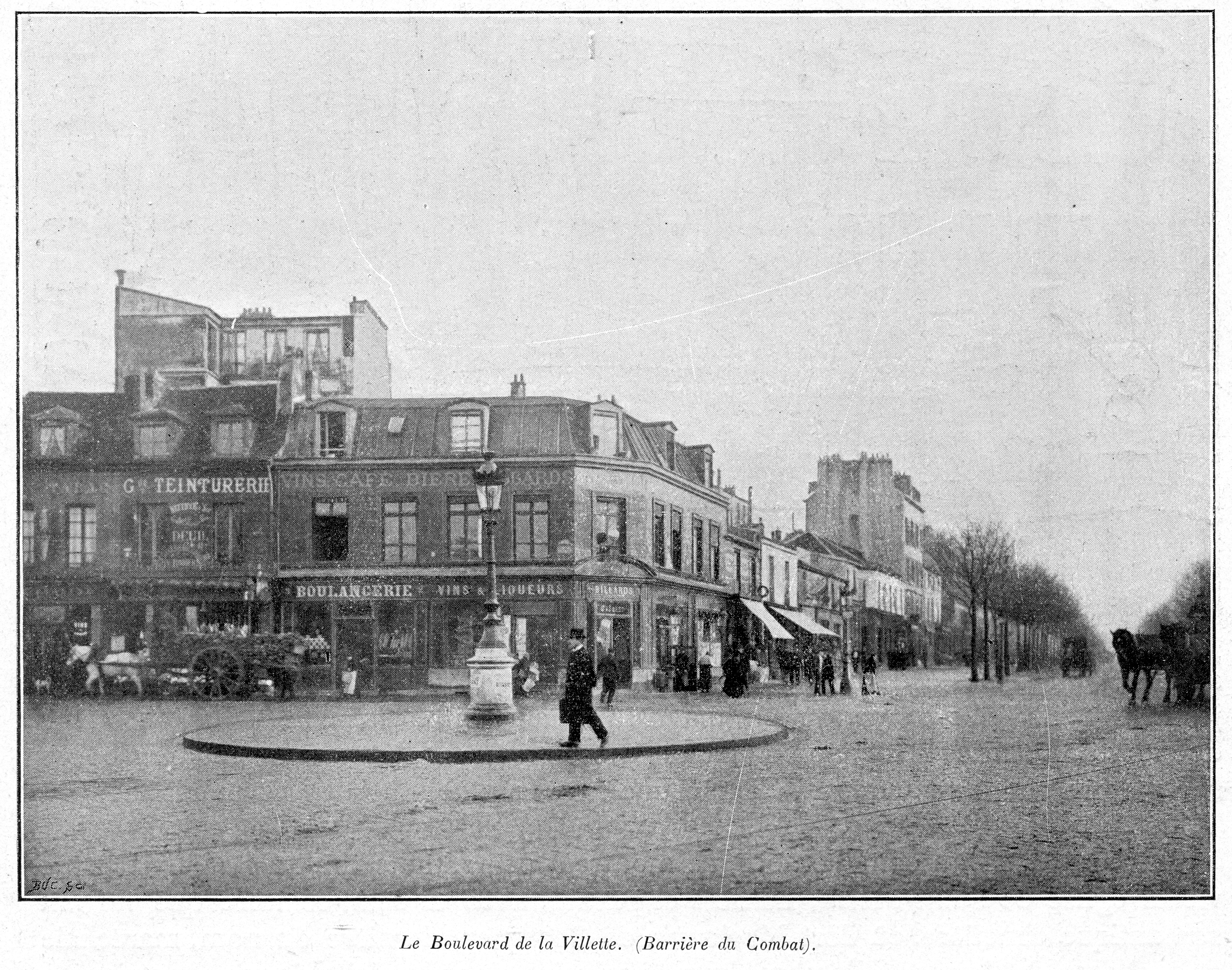
La place en 1897, sur une photo de Clément Maurice.
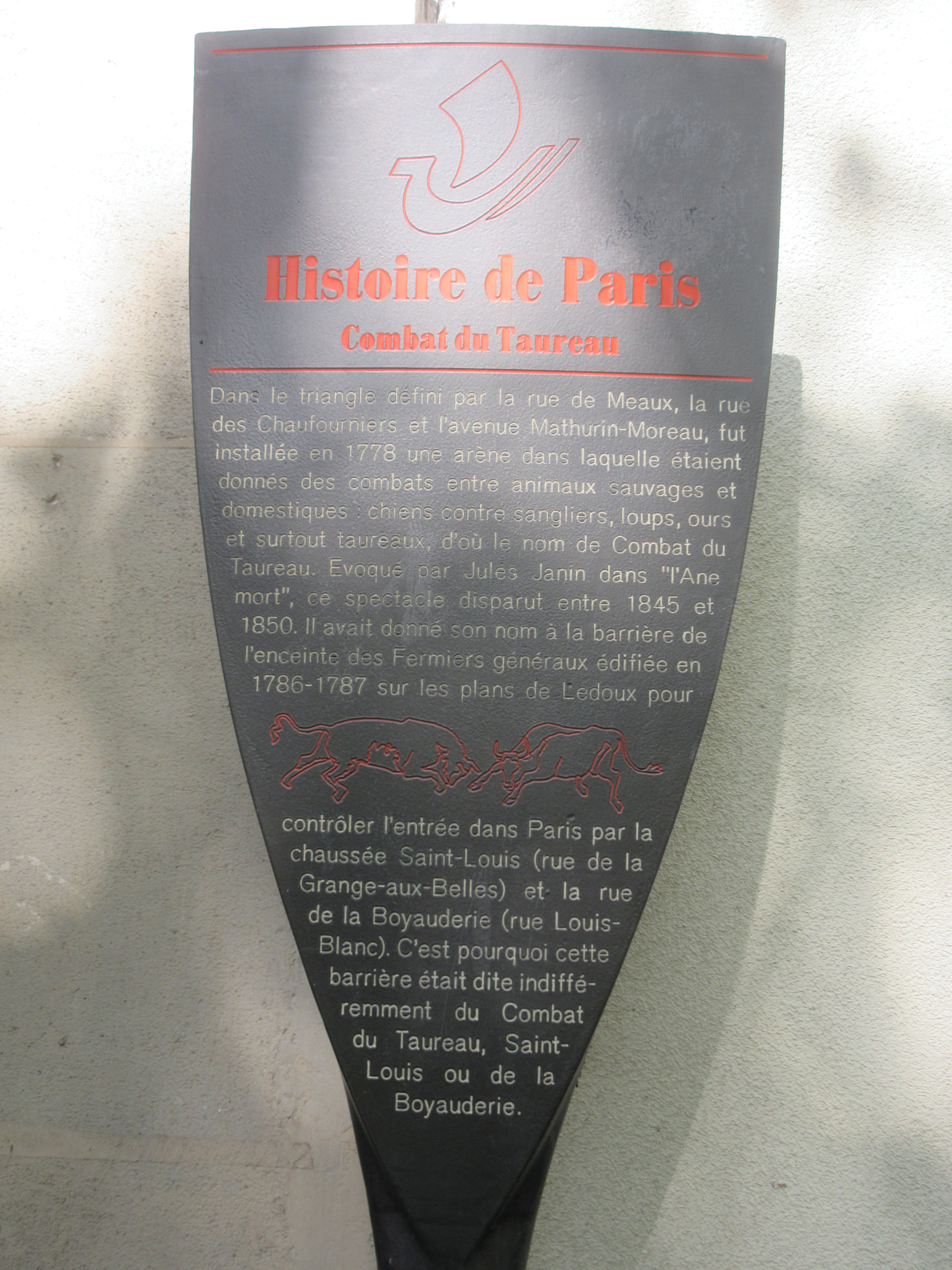
Panneau Histoire de Paris « Combat du Taureau ».

## Bâtiments remarquables et lieux de mémoire
- Le gibet de Montfaucon se situait à proximité, au niveau de la rue Albert-Camus.
- Le siège du Parti communiste français, réalisé par l'architecte Oscar Niemeyer et classé monument historique en 2007.

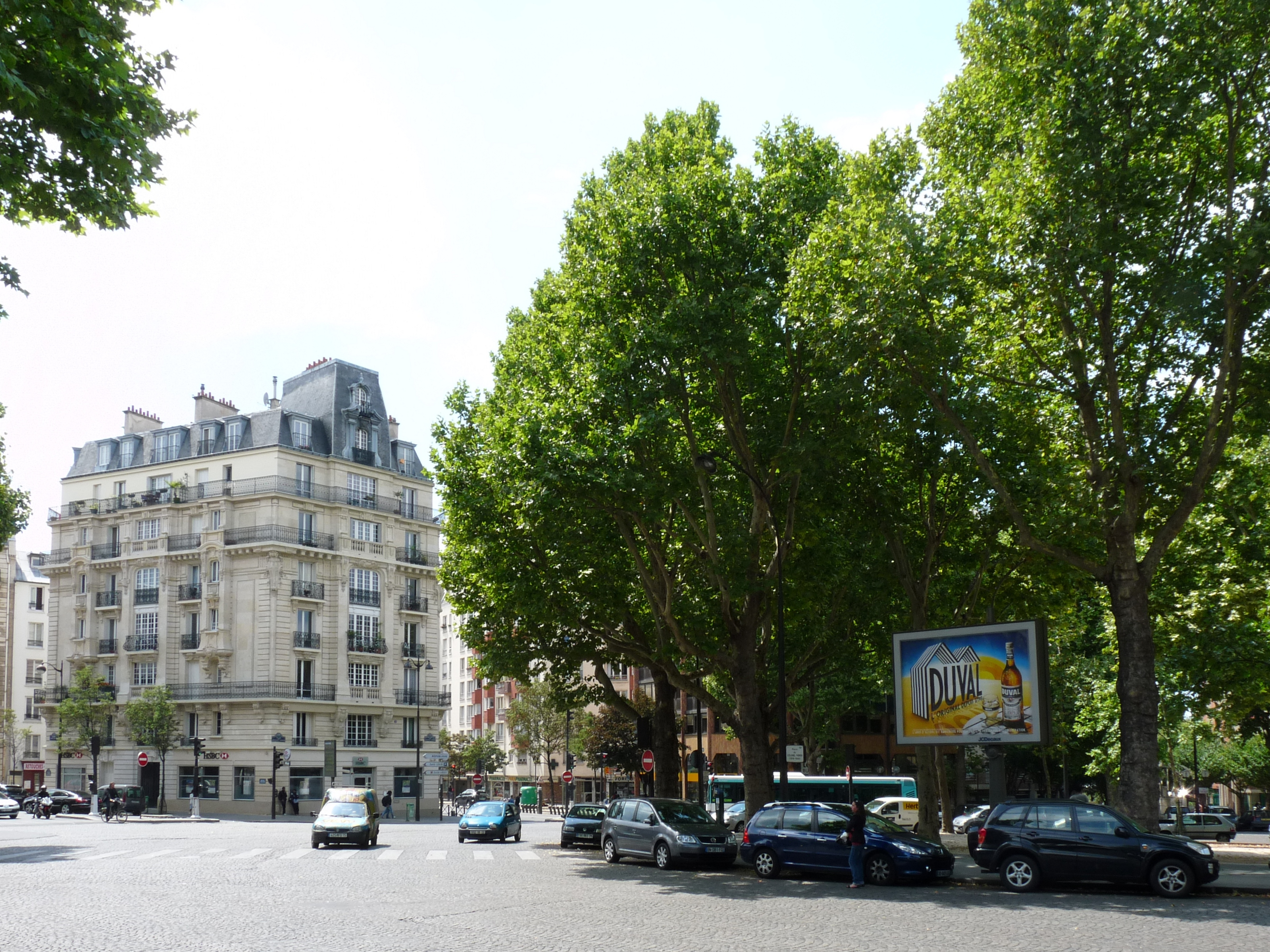
Vue de l'avenue Mathurin-Moreau.
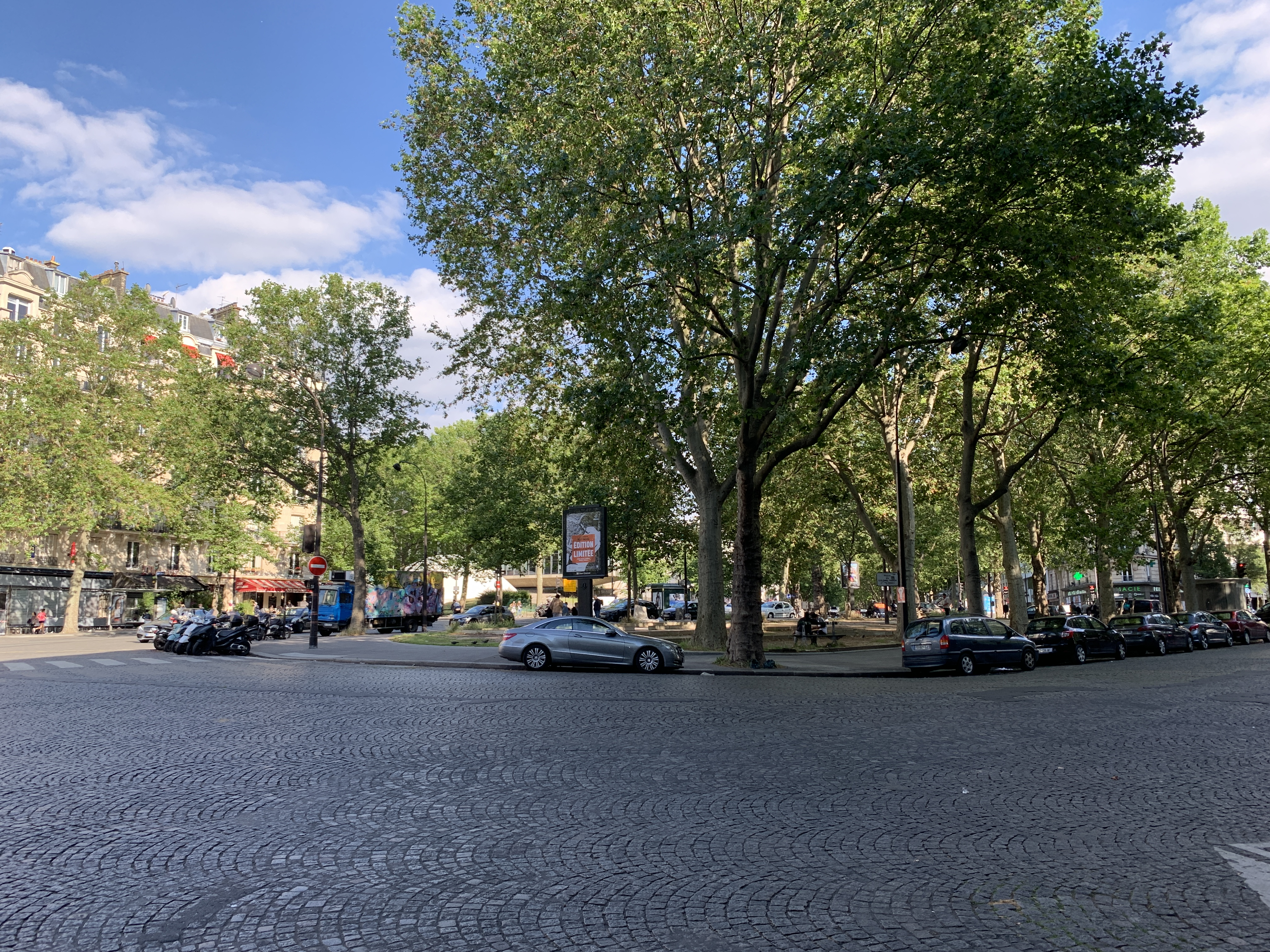
La Place du Colonel-Fabien en 2021.
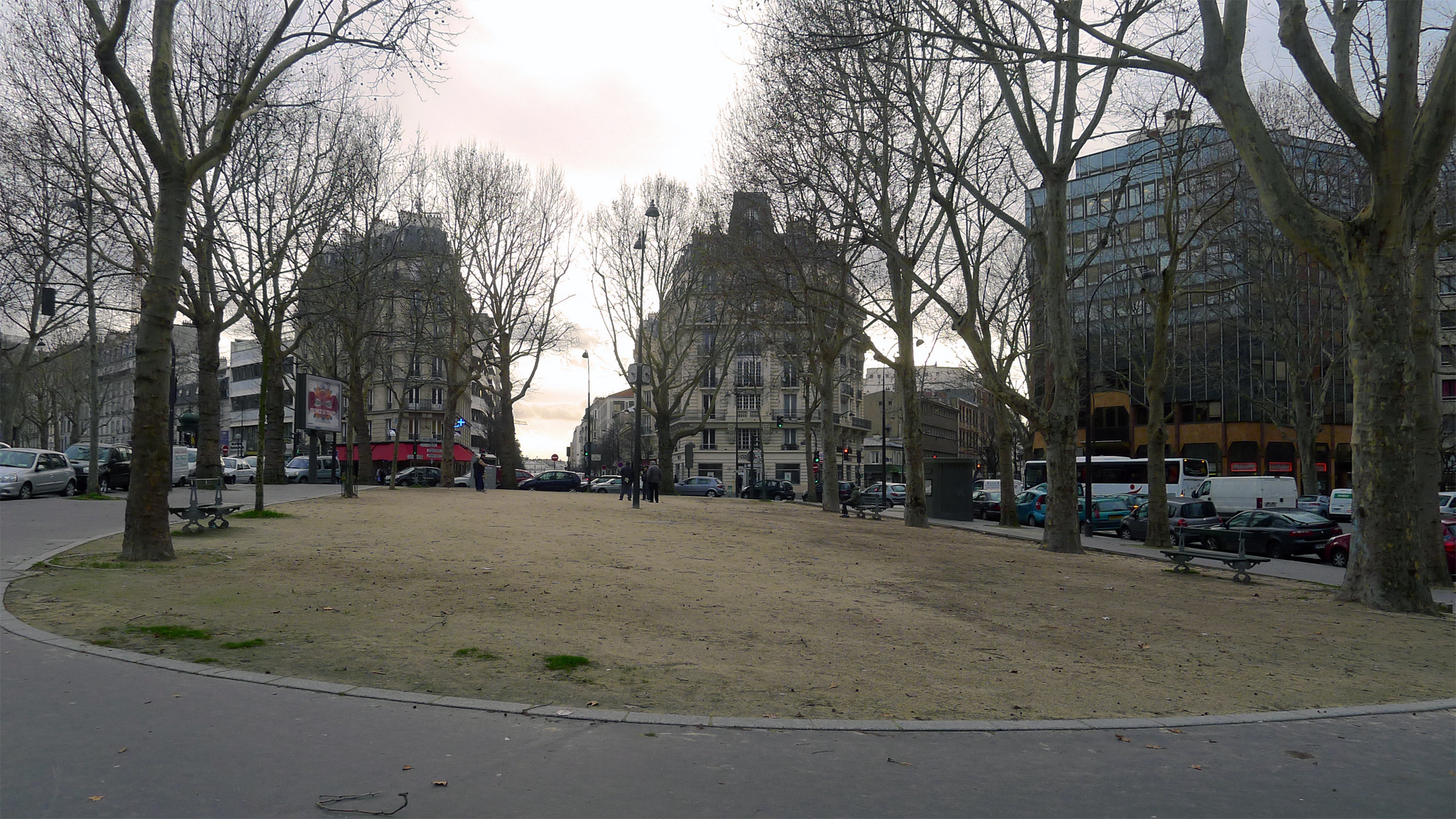
Terre-plein central face à l'avenue Claude-Vellefaux.